# Бард (доспех)

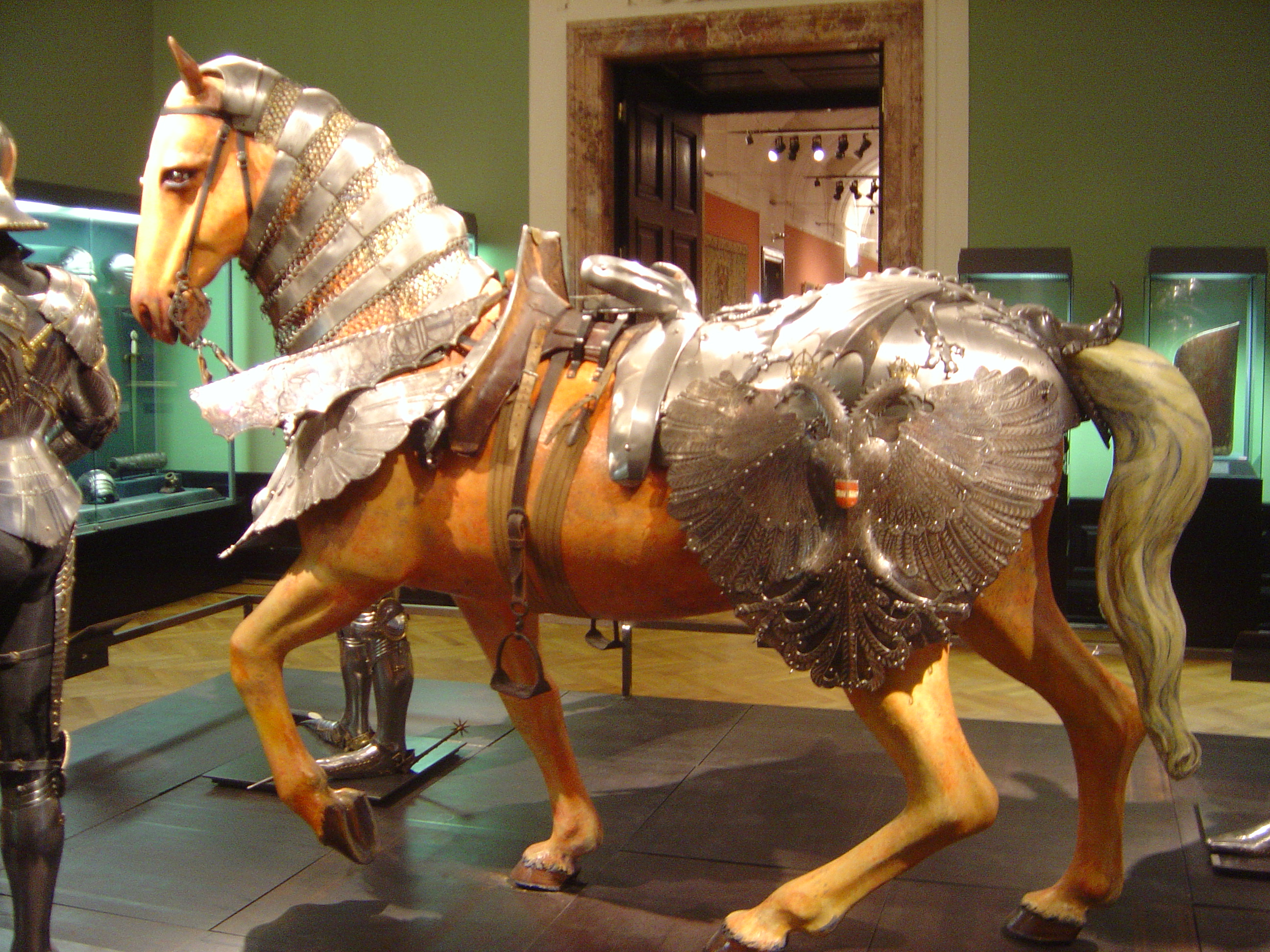
Конский доспех, включающий критнет, пейтраль и круппер. Музей истории искусств, Вена

Бард (англ. Barding) — название конского доспеха (преимущественно средневекового). Изготавливался из металлических пластин, кольчуги, кожи или простеганной ткани. Состоял из следующих элементов: шанфрон (защита морды), критнет (защита шеи), пейтраль (защита груди), круппер (защита крупа) и фланшард (защита боков).
Этот вид конского доспеха возникает в первой половине XV века. Дошедшие до нас экземпляры барда достаточно редки. Полные комплекты экспонируются в Собрании Уоллеса и Королевской оружейной палате. Наиболее ранним считается бард из Венского историко-художественного музея, изготовленный около 1450 г. миланским мастером Пьетро Инокенца да Фаэрно. Конские доспехи весили от 30 до 45 кг.